# Arthur Henderson
Arthur Henderson (Glasgow, 13 settembre 1863 – Londra, 20 ottobre 1935) è stato un politico e sindacalista britannico.

## Biografia
Lavorò come operaio finché non entrò in Parlamento nel 1903. Fu leader del Partito Laburista, "consigliere delle questioni degli operai" durante il governo di Lloyd George (1915-1916), ministro degli Interni (1924) e degli Affari Esteri (1929-1931).
Fu eletto presidente della Conferenza per il Disarmo di Ginevra nel 1932, per questo ruolo nel 1934 gli fu conferito il Premio Nobel per la pace.
Fu parlamentare per il collegio di Widnes (1919-1922), per Newcastle-upon-Tyne East (1923), per Burnley (1924-1931) e per Clay Cross (1933-1935).